# Mîhailivka, Kazanka
Mîhailivka (în ucraineană Михайлівка) este localitatea de reședință a comunei Mîhailivka din raionul Kazanka, regiunea Mîkolaiiv, Ucraina.

## Demografie
Componența lingvistică a localității Mîhailivka
     Ucraineană (91,4%)
     Rusă (6,41%)
     Belarusă (1,18%)
     Alte limbi (0,34%)
Conform recensământului din 2001, majoritatea populației localității Mîhailivka era vorbitoare de ucraineană (91,4%), existând în minoritate și vorbitori de rusă (6,41%) și belarusă (1,18%).